# NGC 865
NGC 865 je spirální galaxie v souhvězdí Trojúhelníku. Její zdánlivá jasnost je 13,2m a úhlová velikost 1,5′ × 0,4′. Je vzdálená 139 milionů světelných let, průměr má 60 000 světelných let. Galaxii objevil 9. září 1871 Edouard Stephan.